# Strikeforce: Melendez vs. Masvidal
Strikeforce: Melendez vs. Masvidal foi um evento de artes marciais mistas promovido pelo Strikeforce, ocorrido em 17 de dezembro de 2011 no Valley View Casino Center em San Diego, California.

## Background
O evento principal entre Melendez e Masvidal foi brevemente posto em cheque quando Dana White anunciou que Melendez se juntaria ao UFC, mas a luta continuou como o esperado. 
Keith Jardine era esperado para fazer sua estréia na divisão dos médios nesse evento. Porém, a luta foi movida para o Strikeforce: Rockhold vs. Jardine.
A luta entre Bowling e Peoples aconteceria nos meio médios, no entanto, foi alterada para peso casado em 179 lbs. Peoples ainda perdeu peso e a luta permaneceu em peso casado de 181 pounds com Peoples sendo punido com 20 porcento de sua bolsa.
A luta entre Devin Cole e Gabriel Salinas-Jones foi a última luta de pesados na divisão de pesados do Strikeforce completa. Dois dias após o evento acontecer, Strikeforce anunciou o fim da divisão (salvando os finalistas do Grand Prix de Pesados Josh Barnett & Daniel Cormier) devido a uma falta de profundidade, e a maioria dos lutadores dos pesados foram colocados no UFC após isso.
O ex-locutor do World Extreme Cagefighting Joe Martinez anunciou esse evento no lugar de Jimmy Lennon Jr., já que Lennon estava anunciando na mesma noite da transmissão da Showtime do Super Six World Boxing Classic.

## Resultados
^ a: Pelo Cinturão Peso Leve do Strikeforce.

^ b: Pelo Cinturão Peso Pena Feminino do Strikeforce. Justino testo positivo para Estanozolol e a luta foi mudada para Sem resultado pela CSAC.

## Ligações Externas
1. ↑  a[›]
2. ↑  b[›]